# 리리안
리리안(일본어: りりあん, 1985년 9월 21일 ~ )은 일본의 아이돌, 성우이다.